# Парамирин
Парамирин (порт. Paramirim)  —  муниципалитет в Бразилии, входит в штат Баия. Составная часть мезорегиона Юго-центральная часть штата Баия. Входит в экономико-статистический микрорегион Ливраменту-ду-Брумаду. Население составляет 26 245 человек на 2006 год. Занимает площадь 1115,641 км². Плотность населения — 17,3 чел./км².

## Статистика
- Валовой внутренний продукт на 2003 год составляет 35 282 036,00 реалов (данные: Бразильский институт географии и статистики).
- Валовой внутренний продукт на душу населения на 2003 год составляет 1879,20 реалов (данные: Бразильский институт географии и статистики).
- Индекс развития человеческого потенциала на 2000 год составляет 0,643 (данные: Программа развития ООН).

## География
Климат местности: тропический.